# Maurice (Luizjana)
Maurice – wieś w Stanach Zjednoczonych, w stanie Luizjana, w parafii Vermilion.